# Oxyethira ecornuta
Oxyethira ecornuta är en nattsländeart som beskrevs av Morton 1893. Oxyethira ecornuta ingår i släktet Oxyethira och familjen smånattsländor. Arten är reproducerande i Sverige. Inga underarter finns listade i Catalogue of Life.